# Excidobates captivus
Excidobates captivus ist eine von bisher drei bekannten Arten der Gattung Excidobates und gehört der Familie der Baumsteigerfrösche (Dendrobatidae) an.

## Merkmale
Excidobates captivus ist mit 15 bis 17 Millimetern Kopf-Rumpf-Länge eine der kleinsten bisher bekannten Baumsteigerfrösche. Ihr Körper ist schwarz und besitzt rötlich-orange Punkte und Flecken, die jeweils in einer Reihe beidseits des Rückens verlaufen. Oberhalb der Achseln und in der Leiste befinden sich weitere gelbe Flecken. Die Unterseite ist schwarz und trägt unregelmäßige blassgelbe Flecken. Diese befinden sich meistens an der Kehle und unter den Schenkeln, gelegentlich auch auf dem Bauch. Der erste Finger ist kürzer als der zweite, aber dennoch gut entwickelt.
Der Frosch sondert über Hautdrüsen Gifte ab, weshalb er zu den schwach giftigen Pfeilgiftfröschen gezählt werden muss.
Die Kaulquappen sind blassgrau gefärbt und haben einen elliptisch geformten Körper.

## Vorkommen
Die Art ist bislang nur an zwei Orten im Nordwesten Perus im Tal zwischen Cordillera del Cóndor und Cerros de Campanquis nachgewiesen worden: An der Mündung des Río Santiago und 130 Kilometer südwestlich in den Cordillera del Cóndor. Vermutlich ist die Art auch im Süden Ecuadors präsent, dies ist aber noch nicht hinreichend erforscht.

## Lebensweise
Die Tiere leben vorwiegend am Boden. Die Eltern tragen ihre Larven zu Bromeliengewächsen, zwischen deren Blättern sich Wasseransammlungen bilden. Der Paarungsruf der Männchen besteht aus einem kurzen „schriek“, das unregelmäßig für mehrere Minuten wiederholt wird. Die Männchen rufen von versteckten Plätzen, wie etwa aus Blattachseln.

## Systematik
Die Art wurde 1924 entdeckt, allerdings erst 1982 als eigene Art identifiziert und von Myers anhand eines einzelnen konservierten Museumsexemplars als Dendrobates captivus erstbeschrieben. Gleichzeitig beschrieb Myers die syntop vorkommende Schwesterart Dendrobates mysteriosus. Beide Arten stellte er 1990 in die sogenannte Dendrobates captivus-Gruppe. Während es sich bei Dendrobates mysteriosus um einen rezenten Baumsteigerfrosch mit relativ gut untersuchter Biologie handelt, stammte der letzte Nachweis von Dendrobates captivus aus dem Jahr 1929. Erst 2008 erfolgte die Wiederentdeckung im Bereich der Typuslokalität. Twomey & Brown, die beiden Wiederentdecker, stellten aufgrund erkannter Monophylie die Gattung Excidobates mit den beiden Schwesterarten E. captivus und E. mysteriosus auf. Sie soll am nächsten mit der Gattung Ranitomeya verwandt sein.

## Gefährdung
Aufgrund ungenügender Datenlage kann die Gefährdungssituation der Art derzeit nicht eingeschätzt werden (IUCN-Status: DD).